# Melanocharacidium blennioides
Melanocharacidium blennioides är en fiskart som först beskrevs av Eigenmann, 1909.  Melanocharacidium blennioides ingår i släktet Melanocharacidium och familjen Crenuchidae. Inga underarter finns listade i Catalogue of Life.